# Gennevaux (Musson)
Ne doit pas être confondu avec Gennevaux (Léglise).
Gennevaux est un hameau de la commune belge de Musson situé en Région wallonne dans la province de Luxembourg.

## Géographie
Ce hameau gaumais se trouve au nord de Musson, sur la route reliant Willancourt à Baranzy. Il n'existe qu'une rue, la route en question, nommée simplement Gennevaux, le reliant, vers le nord, à Willancourt et vers le sud à Musson ou Baranzy.

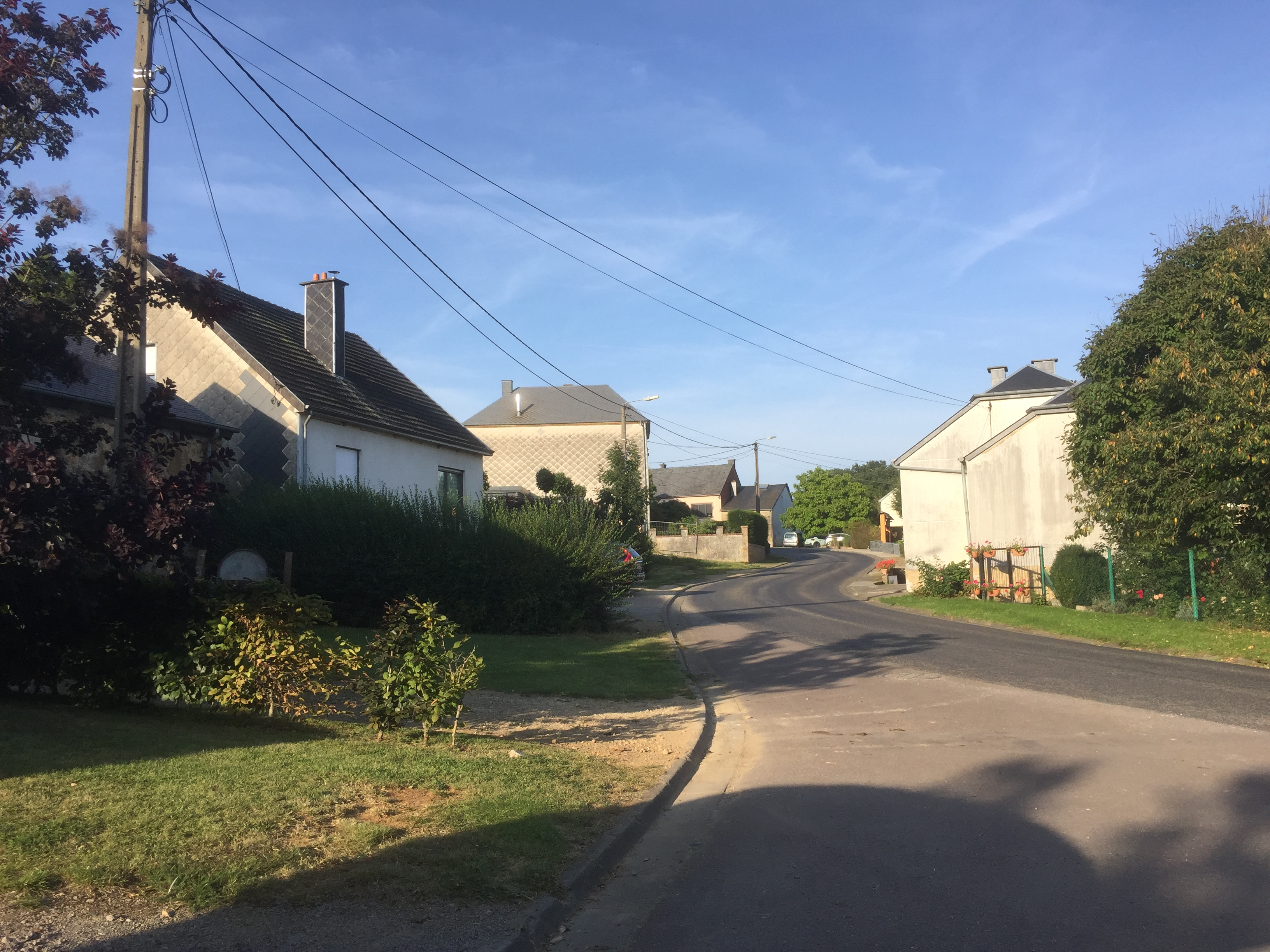
L'unique rue de Gennevaux, vue vers Willancourt.

Il est bordé par le ruisseau Hazat.